# Dry Tortugas nationalpark
Dry Tortugas nationalpark ligger i Monroe County i delstaten Florida, USA. Området inkluderar en grupp om sju öar, med sand och korallrev. Det gamla militärfortet Jefferson ligger också i nationalparken. Där finns ett rikt marint liv och många olika sorters fågelarter, tillsammans med legender om pirater och sjunkna skatter.